# Sh2-124
Sh2-124 est une grande nébuleuse en émission dans la constellation du Cygne.
Elle est située sur le bord nord-ouest de la constellation, le long de la Voie lactée, à l'est de la paire d'étoiles ρ1 Cygni et ρ2 Cygni. La période la plus propice à son observation dans le ciel du soir se situe entre les mois de juillet et de décembre et elle est considérablement facilitée pour les observateurs situés dans les régions de l'hémisphère nord.
Sh2-124 est un système de nébuleuse étendu et énigmatique, lié à la source infrarouge RAFGL 2789, qui est identifiée avec son homologue stellaire connu sous le nom de V645 Cygni, probablement une étoile de classe O ou l'étoile Ae/Be de Herbig. Le complexe est probablement situé dans le bras d'Orion à une distance d'environ 2 600 pc (∼8 480 al). Bien qu'il s'agisse de l'estimation de distance la plus largement acceptée, des distances allant jusqu'à 4 500 parsecs ont été proposées. Si l'estimation de 2 600 parsecs est correcte, cette nébuleuse pourrait être située dans une région inter-bras ou proche du bord intérieur du bras de Persée, au premier plan de l'association Céphée OB1.
Les principales étoiles responsables de l'ionisation du gaz dans la nébuleuse seraient une étoile bleue de classe spectrale O7V et une étoile bleue de classe B2V, auxquelles s'ajouteraient peut-être d'autres étoiles. La nébuleuse héberge des processus de formation d'étoiles et est en fait incluse dans le catalogue Avedisova sous le numéro d'objet 1220. Certaines sources infrarouges ont été identifiées à l'intérieur, dont cinq identifiées par le satellite IRAS. Deux masers ont également été détectés, un avec des émissions de H2O centrées sur le composant V645 Cygni et un avec des émissions de CH3OH.